# Loudon (hrabstwo Merrimack)
Loudon – jednostka osadnicza w Stanach Zjednoczonych, w stanie New Hampshire, w hrabstwie Merrimack.